# Сабад, Дьёрдь
Дьёрдь Сабад (венг. György Szabad); (4 августа 1924, Арад, Королевство Румыния — 3 июля 2015, Будапешт, Венгрия) — венгерский историк и государственный деятель, председатель Национального собрания Венгрии (1990—1994).

## Биография
Не смог начать свое высшее образования из-за системы Numerus Clausus и до 1944 г. работал учеником садовника, затем был на направлен в еврейский трудовой лагерь, откуда бежал в марте того же года. В 1950 г. окончил исторический факультет Будапештского университета по специальности «архивариус». В 1956 г. ему было присвоено звание доцента, в 1970 г. — профессора, а в 1994 г. — почетного профессора Будапештского университета. В 1955 г. защитил кандидатскую, в 1969 г. — докторскую диссертации.
Занимался исследованием экономической и социальной истории Венгрии, особенностями буржуазных преобразований, затем — вопросами национального и демократического движения.
В 1982 г. был избран членом-корреспондентом, а в 1998 г. действительным членом Венгерской академии наук. В 1985—1990 гг. являлся президентом венгерско-польской исторической комиссии.
В 1945—1946 гг. состоял в Независимой партии мелких хозяев. В ходе Венгерский событий 1956 года был избран в революционный комитет Будапештского университета. После подавления восстания подвергался преследованиям, но без возбуждения уголовных дел. Вернулся в общественно-политическую жизнь лишь в 1987 г.
Выступил одним из основателей Венгерского демократического форума (ВДФ). В 1989 г. был избран в президиум партии, участвовая в его работе до 1994 г.
В мае 1990 г. был избран депутатом и заместителем председателя Национального Собрания Венгрии, а три месяца спустя становится его председателем. После раскола ВДФ в 1996 г. присоединился к Венгерской демократической народной партии. Партия прекратила свое существование в 1999 г., а в 2001 г. Сабад принял решение об уходе из политики.

## Награды и звания
- 1965 — Премия Академии наук ВНР[венг.]
- 1973 — Премия Академии наук ВНР
- 1991 — Премия Совета Европы
- 2000 — Большой крест ордена Орден Заслуг
- 2006 — Премия Сеченьи